# Sidus Polonorum iacet hic Hedvigis eorum
Sidus Polonorum iacet hic Hedvigis eorum (pol. „Polaków gwiazda, Jadwiga, tutaj spoczywa”) –  anonimowy średniowieczny wiersz po łacinie, upamiętniający królową Jadwigę zmarłą w 1399.
Utwór został napisany dystychem elegijnym. Wchodzące w skład dystychu heksametry dość często przybierają postać leoninów. Epitafium znalazło się w księdze X Roczników Jana Długosza. W niektórych rękopisach występuje odmienna wersja utworu, zaczynająca się od słów: „Hoc iacet Hedvigis tumulo Regina” („W tym grobie spoczywa Jadwiga królowa”).
Autor głosi pochwałę rodu Andegawenów, z którego pochodziła Jadwiga, przymioty samej królowej, zasługi polityczne (unia z Litwą), kościelne (chrystianizacja Litwy), edukacyjne (wsparcie Akademii Krakowskiej). Przypomina powszechny żal po śmierci królowej. Pociesza jednak, że śmierć dla pobożnych osób jest przejściem do lepszego świata. Zachęca też do modlitwy za zmarłą. Oprócz dominujących wątków chrześcijańskich w utworze zdarzają się też nawiązania do mitologii starożytnej (Atena, gigant).